# 高野川駅
高野川駅（こうのかわえき）は、愛媛県伊予市双海町高野川にある四国旅客鉄道（JR四国）予讃線（愛ある伊予灘線）の駅である。駅番号はS07。

## 歴史
- 1963年（昭和38年）2月1日：地域住民の請願により、日本国有鉄道の駅として開業[3][4][5]。旅客のみを取り扱う無人駅[6]。
- 1987年（昭和62年）4月1日：国鉄分割民営化により四国旅客鉄道（JR四国）の駅となる[3]。

当駅は地域住民の請願によって開業した。誘致運動は1958年（昭和33年）ごろから始まり、東京・高松への陳情が続いた。国鉄側は当初、「家がないところでは人は乗らんだろう」と否定的であったが住民の思いが実り、開業となった。開業当日はお祭り騒ぎであったという。1965年（昭和40年）ごろよりツツジが植えられ始めた。
1982年（昭和57年）の時刻表では普通列車26本（休日は25本）中12本は通過していた。

## 駅構造
単式ホーム1面1線を持つ地上駅。線路はほぼ南西から北東に走りホームは北西に設けられている。
無人駅で駅舎はないが、ホーム上に開放的な待合所が設置されている。
当駅では50年ほど前に線路沿いに植樹されたツツジを、今も地域住民が大切に育てており、例年4月下旬から5月上旬には満開となる。線路沿いにおよそ30 mにわたって植えられ、ホームでは目線より少し高い位置に花がある。ツツジが作った花道を通り抜ける列車を正面から捉えることもでき、観光列車「伊予灘ものがたり」もホームにさしかかるとスピードを落とすため、人気の撮影スポットになっている。伊予市観光協会のフェイスブックで開花情報をチェックできる。

## 利用状況
- 1日平均の乗降人員は38人である。（2006年度）
- 国鉄時代は通過する普通列車も存在した。

高野川駅の利用状況の変遷を下表に示す。
- 輸送実績（乗降人員）の単位は人であり、年度での総計値を示す[10]。
- 表中、最高値を赤色で、最高値を記録した年度以降の最低値を青色で、最高値を記録した年度以前の最低値を緑色で表記している。

| 年 度              | 当駅分輸送実績（乗降人員）：人／年度 | 当駅分輸送実績（乗降人員）：人／年度 | 当駅分輸送実績（乗降人員）：人／年度 | 当駅分輸送実績（乗降人員）：人／年度 | 特 記 事 項 |
| ------------------ | ------------------------------------ | ------------------------------------ | ------------------------------------ | ------------------------------------ | ----------- |
| 年 度              | 通勤定期                             | 通学定期                             | 定期外                               | 合 計                                | 特 記 事 項 |
| 2005年（平成17年） | 22,630                               | ←←←←                                 | 6,570                                | 29,200                               |             |
| 2006年（平成18年） | 21,170                               | ←←←←                                 | 6,570                                | 27,740                               |             |
| 2007年（平成19年） | 22,692                               | ←←←←                                 | 5,856                                | 28,548                               |             |
| 2008年（平成20年） | 22,630                               | ←←←←                                 | 5,110                                | 27,740                               |             |
| 2009年（平成21年） | 23,360                               | ←←←←                                 | 3,650                                | 27,010                               |             |
| 2010年（平成22年） |                                      | ←←←←                                 |                                      |                                      |             |
| 2011年（平成23年） |                                      | ←←←←                                 |                                      |                                      |             |
| 2012年（平成24年） |                                      | ←←←←                                 |                                      |                                      |             |

## 駅周辺
- 高野川海水浴場
- 国道378号

## 隣の駅
四国旅客鉄道（JR四国）
■予讃線（愛ある伊予灘線）
向井原駅 (S06) - 高野川駅 (S07) - 伊予上灘駅 (S08)
- かつて当駅と向井原駅の間に三秋信号場が存在した（1986年廃止）。